# Bust a Groove
Bust a Groove est un mélange entre un jeu de rythme et un jeu de combat développé par Metro Corporation et édité par Enix, désormais connu sous le nom de Square Enix. Il sort au Japon en 1998 sur PlayStation, est distribué par 989 Studios aux États-Unis et SCEE en Europe. Il est désormais disponible sur le PlayStation Store.
Le jeu est plus connu au Japon sous le nom de Bust a Move: Dance & Rhythm Action (バスト ア ムーブ Dance & Rhythm Action Basuto a Mūbu Dance & Rhythm Action) mais il est renommé par 989 Studios Bust-a-Groove car une série de puzzle games japonaise, Puzzle Bobble était déjà connu sous le nom de Bust a Move en Amérique.
Le jeu a eu une suite, Bust a Groove 2, qui ne fut jamais distribué en Europe. La série est actuellement terminée avec le jeu Dance Summit 2001: Bust a Groove, sur PlayStation 2, édité uniquement pour les japonais.

## Système de jeu
Le gameplay du jeu s'inspire d'un autre jeu de l'époque nommé PaRappa the Rapper, ce qui en fait l'un des précurseurs des jeux de rythmes. Il s'agit de presser en suivant le tempo les boutons du Pad circulaire de la manette suivi par les touches Cercle ou X afin que le personnage effectue un mouvement de danse. En enchaînant un certain nombre de mouvements, un combo est réalisé et rapporte plus de points au joueur. Si un rythme est mal effectué, le combo s'annule et l'on recommence à zéro le rythme,.
Bust-a-Groove possède également un aspect jeu de combat. En effet, les joueurs incarnent un personnage et s'opposent pour amasser le plus de points. Chaque joueur dispose de deux "Jammer" (attaque) afin de déstabiliser l'adversaire. Le bouton Triangle doit être pressé en rythme et l'autre joueur, pour l'éviter, doit presser la touche Carré également en rythme. Le personnage évite ainsi l'attaque en effectuant un saut acrobatique arrière.
Le jeu possède plusieurs modes de jeu :
- Le mode Un joueur où l'un des personnages effectue une série de défis de danse face à tous les personnages du jeu à la suite et qui se termine par une cinématique qui diffère en fonction du personnage choisi.
- Le mode Deux joueurs qui permet un affrontement entre deux joueurs.
- Le mode Entraînement où le joueur effectue des séries de combos avec des indications pour améliorer son sens du rythme.
- Le mode Vue Danse, accessible après une victoire dans le mode Un joueur, qui permet de regarder tous les mouvements de danse des différents personnages.

## Personnages
Le jeu donne accès dès le commencement à une dizaine de personnages jouables. Les autres nécessitent des conditions particulières pour être joués. Chaque personnage possède des attributs détaillés dans le livret d'explication. Certaines de ces informations changent en fonction de la traduction.

### Personnages principaux
| Nom                      | Âge     | Style de danse                | Jammer                                                              | Histoire |
| ------------------------ | ------- | ----------------------------- | ------------------------------------------------------------------- | --- |
| Heat                     | 19      | East Coast hip-hop Breakdance | Des flammes jaillissent de son corps et retombent sur l'adversaire  | Heat est le personnage vedette du jeu. Il aspirait à devenir pilote de formule 1. Malheureusement, il dut arrêter à la suite d'un grave accident impliquant une incinération complète du corps. Mais il s'en sortit miraculeusement. Grâce au Groove-a-Tron, il est désormais capable de manipuler le feu, ce qui lui vaut son surnom de MAITRE DU FEU. |
| Frida                    | 17      | West Coast hip-hop            | Elle peint le graff d'une tête de loup qui mord l'adversaire        | C'est une jeune graphiste vivant dans une cabane sur la plage. Elle souhaite utiliser le Groove-a-Tron pour pouvoir donner vie à ses œuvres. Son mot préféré est VIE. |
| Strike                   | 21      | Gangsta Walking               | Il tire sur l'adversaire avec ses armes                             | Strike est membre d'un gang de rue et pensionnaire dans une prison où il officie en tant que leader des prisonniers. Ils ont créé une équipe de danse nommée " The Ball and Chain Revue ". Son mot préféré est LIBERTÉ. |
| Hamm                     | 30      | Detroit Modern                | Un Hamburger géant écrase l'adversaire                              | Ancien danseur, Hamm travaille dans la restauration rapide depuis qu'il est devenu accro à la malbouffe. Il souhaite utiliser le Groove-a-Tron pour mincir. Son mot préféré est BOUGER. |
| Kelly                    | 23      | Danse jazz                    | Elle envoie une nuée de lumière sur l'adversaire avec son hochet    | Kelly est surnommé Mlle TAILLEUR. La journée, elle travaille comme employée dans un bureau. Mais la nuit, elle se déguise pour participer à des fêtes très prisées. Elle a un certain fétichisme pour les tenues de nourrisson. |
| Shorty                   | 12      | Funk dance                    | Des bonbons géants tombent par dizaines sur l'adversaire            | Fille d'un père diplomate et d'une mère mannequin, Shorty n'a pas souvent l'occasion de s'amuser avec ses parents. Elle choisit donc de danser avec Columbo, son animal de compagnie. Elle est passionnée par la musique vintage et passe beaucoup de temps dans des marchés aux puces pour agrandir sa collection. Son mot préféré est AMITIÉ.         |
| Hiro-kun                 | 20      | Disco                         | Un autographe sur une de ses propres photos fonce vers l'adversaire | Hiro-kun est un jeune danseur quelque peu narcissique. Il vit dans un vieil immeuble et passe ses journées seul devant son ordinateur. Mais quand vient le samedi soir, il va danser dans une boîte disco. On le surnomme le HÉROS DE LA DANSE. |
| Pinky Diamond            | Inconnu | Motown                        | Des cartes de Tarot attaquent l'adversaire                          | Pinky est une strip-teaseuse, une diseuse de bonne aventure et une tueuse à gage. C'est une femme très mystérieuse dont on ne sait pas grand chose. Elle prétend connaitre les gens d'un simple regard. |
| Gas-O                    | 15      | House dance                   | Une cuve de gaz tombe sur l'adversaire                              | Depuis son enfance, il rêve de devenir chercheur. À l'âge de 15 ans, il est consultant pour la NASA, participe à la création d'un accélérateur de particules et travaille sur des gazes extrêmement toxiques. Il souhaite utiliser l'énergie du Groove-A-Tron pour créer le gaz ultime.                                                                 |
| Kitty Nakajima (Kitty-N) | 17      | Vogue                         | Un boomerang magique est envoyé sur l'adversaire                    | Kitty est une star du petit écran. Elle joue dans la série Love Love Senshi Miracle 5. Elle souhaite néanmoins devenir encore plus populaire et passer au grand écran. C'est dans ce but qu'elle utilise le Groove-a-Tron. Elle est surnommée la GUERRIÈRE.                                                                                             |

### Personnages cachés
| Nom        | Âge     | Style de danse | Jammer                                                   | Histoire | Conditions d'apparitions |
| ---------- | ------- | -------------- | -------------------------------------------------------- | --- | --- |
| Capoeira   | Inconnu | Capoeira       | Un mur d'énergie assomme l'adversaire                    | Les Capoeira, nommés Kiki et Lala, viennent de la planète du même nom, et ils veulent que tout le monde sache que leur peuple veut utiliser les pouvoirs du Groove-a-Tron pour faire régner la paix. C'est tout du moins ce qu'ils veulent nous faire croire. Leur vraie mission consiste à récupérer tous les panneaux métalliques du Japon : ils ont découvert un panneau Bon curry comportant la photo d'une jolie fille et ils en sont tombés follement amoureux ! | Les Capoeira sont systématiquement les sixièmes adversaires dans le mode Un Joueur. Ils deviennent jouables après une première victoire dans ce mode.                                                         |
| Robo-Z     | Inconnu | Vogue          | Une vague d'ondes provoque un choc chez l'adversaire     | Ce robot géant est contrôlé par l'organisation diabolique Secret X qui veut détourner les pouvoirs du Groove-a-Tron à des fins maléfiques. On ne sait pas grand chose de ce robot, mis à part sa stature impressionnante et son don pour la danse vogue. La version finale du robot est plus grande qu'un immeuble de quatre étages. | Robo-Z est l'adversaire ultime du mode Un Joueur. Il devient jouable après deux victoires en difficulté "facile" ou une victoire en difficulté "difficile". La version jouable est un robot à taille humaine. |
| Burger Dog | Inconnu | Detroit Modern | Un Hamburger géant écrase l'adversaire                   | Burger Dog est un personnage qui apparait dans l'arrière plan du stage de Hamm. Elle gère le fast-food qui porte son nom. | Burger Dog peut être joué si le mode Un Joueur est terminé en difficulté "Medium" ou supérieure avec Hamm. |
| Columbo    | Inconnu | Funk Dance     | Des bonbons géants tombent par dizaines sur l'adversaire | Columbo est la souris adoptive de Shorty. Il se tient dans la poche avant de sa salopette quand elle danse. Parfois, il sort de sa poche pour danser à côté d'elle. | Columbo peut être joué si le mode Un Joueur est terminé en difficulté "Medium" ou supérieure avec Shorty. |

## Les différentes versions
Le jeu a été édité en plusieurs versions sur Playstation et sur borne d'arcade.

### PlayStation
Le jeu a été vendu dans deux versions différentes au Japon. La première était une version classique sur un disque et qui a servi comme modèle de base à son exportation en occident. La deuxième version, plus confidentiel, est une édition accompagnée d'un deuxième disque Premium. Ce disque Premium contenait quatre vidéos déblocables en réalisant certaines actions dans le jeu puis en chargeant la sauvegarde avec le deuxième disque. La première vidéo montrait une interview et des enregistrements de la chanteuse Hatsumi Morinaga, l'interprète de la chanson "Aozora no KNIFE" associée au personnage de Kitty-N. L'introduction de cette même vidéo proposait également une fête avec des acteurs déguisés en personnages du jeu en train de danser. Les trois autres vidéos sont des publicités pour d'autres jeux Enix : Astronōka, Star Ocean : The Second Story et Hello Charlie (publié en occident sous le nom de Eggs of Steel).

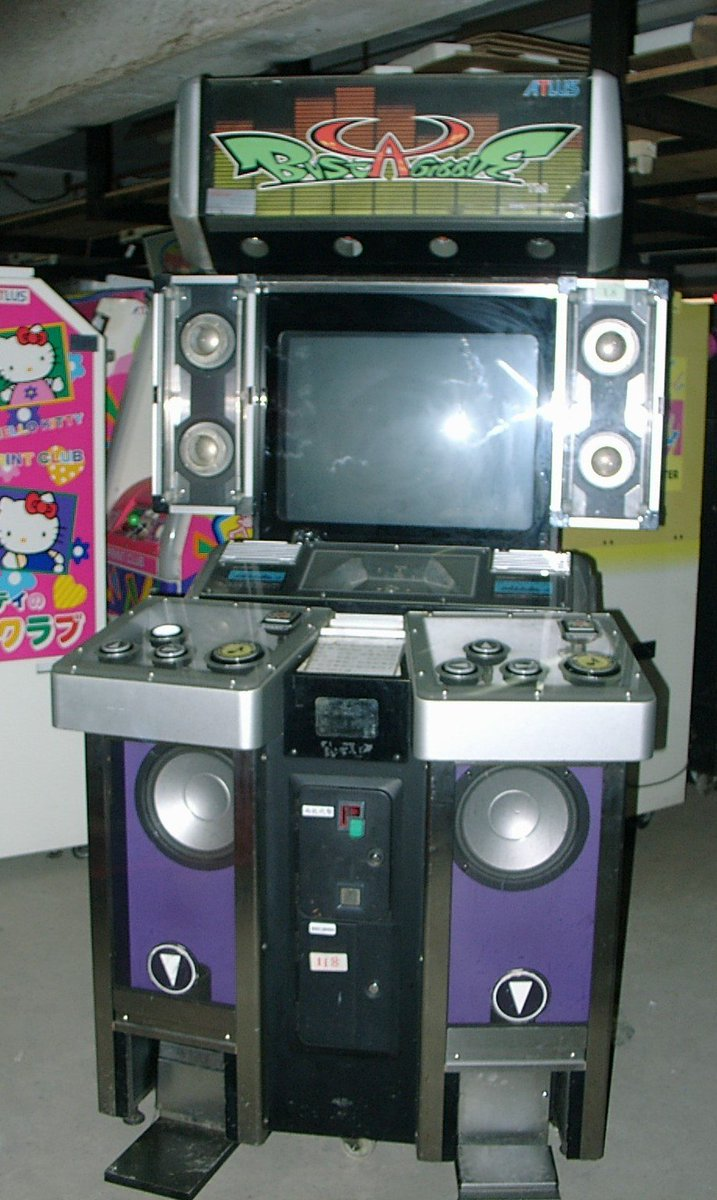
La borne d'arcade évoque par sa forme une table de DJ.

### Arcade
Une version sur borne d'arcade édité par Namco et Atlus était disponible dans les salles d'arcade japonaises, comprenant les modes Un Joueur et Deux Joueurs. Bien qu'exclusive à ce pays, la machine portait le nom Bust a Groove, nom de la version occidentale. Le système de jeu reste le même mais les commandes ont été repensés : la croix directionnelle est remplacée par trois gros boutons fléchés (Gauche, Haut et Droite) et une pédale (à la place de la direction Bas). Les touches X et Rond sont échangés avec un bouton "Dance!" et les boutons Triangle et Carré disparaissent au profit d'un bouton "Jammer". Autre différence avec les versions Playstation, le jeu ne comprend que 5 niveaux différents.

### Adaptation au marché occidental
Au moment de son exportation en Europe et en Amérique, le jeu a subi des modifications et de la censure dû au décalage culturel :
- Hiro-kun fumait une cigarette dans le jeu original mais celle-ci a été supprimé en occident. D'autre part, la marque -kun à la fin de son nom a été enlevée.
- Le personnage de Hamm a changé d'apparence. Son modèle original est inspiré du style ganguro mais le modèle européen et américain a la peau blanche.
- Le personnage de Strike buvait une flasque d'alcool à chaque début de niveau dans la version japonaise. En occident, la flasque a été remplacée par une canette de Soda.
- Certaines chansons ont subi des changements : les noms de marques et le terme « nigga » dans « I Luv Hamburgers » ont disparu, les références à l'alcool dans "Power" ont été supprimées et les chansons « Waratte PON », « Aozora no KNIFE » et « Uwasa no KAPOEIRA » ont été entièrement traduites du japonais à l'anglais (leurs titres anglais sont respectivement « Shorty and the EZ mouse », « Bust a Groove » et « Capoeira »).

## Accueil
Le jeu a obtenu au fil des ans des notes moyennes ou bonnes. Le jeu était presque systématiquement mis en comparaison avec PaRappa The Rapper, car reprenant de nombreux éléments de ce jeu innovateur. C'est ce qui est fortement souligné dans le magazine Next Generation qui consacre un article sur le jeu dans le no 41 en utilisant le terme "PaRappa clone", avant de préciser qu'il serait "plus aboutit que son inspiration sur certains points". Le jeu apparait également dans un Top 10 des meilleurs jeux de rythmes par Gamespot UK, il y est fait état de la liberté offerte comparé à d'autres jeux de rythme. Il reste néanmoins aujourd'hui un jeu de niche, ne parlant qu'à un public restreint. Une petite communauté continue encore aujourd'hui à dessiner des fan art du jeu, notamment sur le site DeviantArt.